# Département de Pocito
Le département de Pocito est une des 19 subdivisions de la province de San Juan, en Argentine. Son chef-lieu est la ville de Villa Aberastain.
Le département a une superficie de 515 km2. Sa population s'élevait à 40 969 habitants au recensement de 2001.

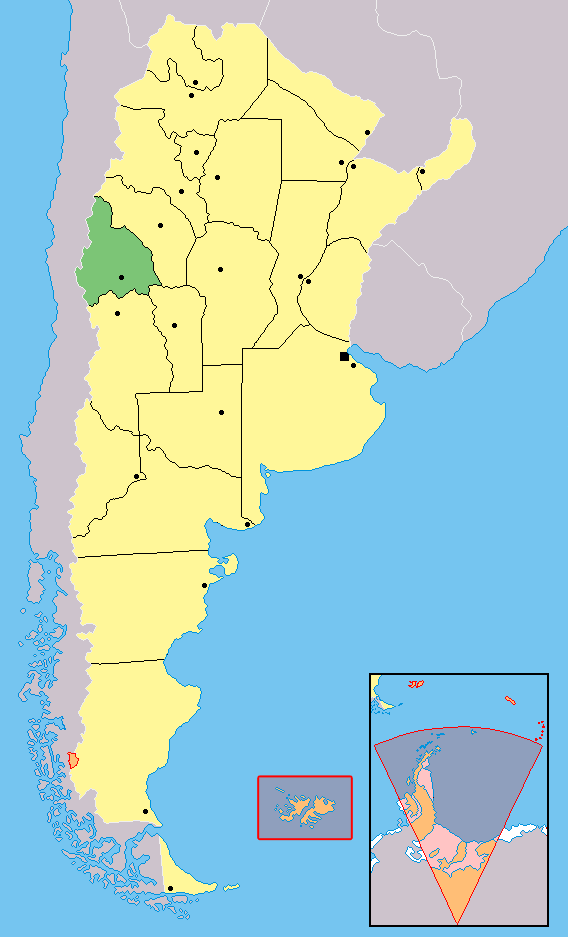
Localisation de la province de San Juan en Argentine